# فقر الفكر وفكر الفقر (كتاب)

فقر الفكر وفكر الفقر (يوسف إدريس) 1985

فقر الفكر وفكر الفقر كتاب للدكتور يوسف إدريس  صدر عام 1985 عن دار المستقبل العربي (القاهرة)، ويتضمن مجموعة من المقالات كتبها يوسف إدريس بدون ترتيب، وهي خواطر ومذكرات دون فيها انطباعاته وتصوراته، وأخرجها لتكون مشروعاً يحلل فيه ظاهرة فقر الأفكار المؤدية إلى فقر الإنتاج.

## محتوى الكتاب
تقديم
قدم إدريس كتابه قائلاً: "هذا مشروع عمره أكثر من ثلاث سنوات. الفكرة ظلّت تُطاردنيء وهي للآن لا تزال تطاردني وكلما رأَيتُ ما صارت إليه حياتّنا وما تُصير إليه أحسٌ إحساسًا محضًا أني لا بْدَ أن أخرج للناس ذلك الكتاب الذي كتبتّه على فترات متقطّعة.
فكر الفقر وفقر الفكر
فالفقر له فكر معين وحين أقول الفقر لا أعنى شدة الاحتياج فقط، ولا أعنى هبوط المستوى المادي لمجتمع إلى مستوّى أقلّ من مثيله في البلاد الأخرى. ولكن الفقر المادي الحقيقي قد يكون لأناس ميسوري الحال. ولكن طريقتهم في التصرّف في ثرائهم فقيرة. غاية ما يكون الفقر. إِنَّ الفقر ليس وضعًا اقتصاديًا فقط، إنه وضع من أوضاع البشر، وضع عام يتصرّف فيه الإنسان بفقر، ويّفكّر بفقرء أفكار تؤدَّي إلى فقر أكثر واحتياج للغير أكثر بمعنى آخر هو مرض يُصيب الاقتصاد ويصيب العقول ويُصيب الخيال أيضًا.
أحداث بيروت وفقر الفكر
الواقع أبدًا لا انفصال بين الحادث في لبنان والحادث لنا، وإذا كان الأطفال يُقتلون في لبنان وكذلك النساء؛ فإن الأطفال في العالم العربي يَرضعون أفكارًا سقيمةٌ أشد فتكًا من القنابل العنقودية، والنساء في عالمنا العربي مقتولات روحًا وجسدًا وكرامةً. وكما أن الواقع واحد، فالمعركة أيضًا واحدة. وإذا كانت الأقلام كلها في كل أنحاء العالم قد أَجِمّعَت على استنكار الموقف العربي، فهذا الموقف لم يأت من فراغ؛ إنه نتيجة محتمة لفراغ العقل العربي، وبالتالي انعدام الإرادة العربية؛ فالإرادة والفعل والموقف أشياء لا بد أن تنبع عن فكرة وتفكير وإعمال هائل للذهن، فإذا لم يكن هناك ذهنّ يعمل وإذا كان العقل قد خوى إلا من التفكير في سد الغرائز وضمان المستقبل الفردي، إذا كانت دائرة الأفكار قد ضاقت حتى لم يعد المواطن في مصر أو في غيرها من البلاد العربية يرى إلا ما حول وأمام أقدامه مباشرة، فكيف نطلب منه أن يرى عدوّه، بل أن يُقاتل أو يُقاوم عدوه.
المؤامرة بالنوايا
أحيانًا تكون الأشياء من الوضوح بحيث لا ترى ولقد قرأت في الصحافة العريية والمحلية والعالمية كما من العويل على ما يحدث في لبنان إلى درجة جعلتني أتساءل: أيكون هذا العويل نفسه نوعاً آخر من «الكاموفلاج» المقصود به أن يُغطَّي ما حدث بطبقة كثيفة من دخان لا نستطيع أن نرى معه حقيقة الموقف؟
حين يُقاتل أصحاب القضية
نتابع أخبار بيروت وما يحدث فيها، تُتابع بذهول لا يُصدّقء واقعًا رهيبًا كله مصدق وموثق ومنقول صورة صورة بالأقمار والكاميرات والمراسلين الأجانب، وهذا هو المؤلم حقا فلم أقرأ عن بيروت لصحفي عربي أو لوكالة أنباء غير وفا الفلسطينية... ولنبق نحن، في قيظ أغسطس، نحن العرب ذوي الكروش واللحى والذقون، ذوي النداءات الزاعقة عن أخوة الإسلام وأخوة العروبة، ذوي الكروش، نتفصّد عرقًا، أي نتلدَّذ بمكيّفات الهواء، ونتفرج على حلقات جهنم في بيروت. بطولة إريل شارون ومناحم بيجين وكل أبطال دالاس وتكساس وكاليفورنيا.
الستارة لم تُسدَل بعد
لا يُمكن أن ينتهي الحديث عن لبنان فجأة، كما بدأ فجأة وكأن شينًا لم يكن إِنَّ العدوان قد يحدث فجأة، هذا صحيح، ولكنّ آثار العدوان... دائمًا تبقى بل ربما تبقى أطول بكثير مما يُنبغيء وأعود أقول إِنَّ هذا ليس وقت البكاء أو التباكي على ما حدث للبنان والفلسطينيين؛ إذ هو وقت شحذ العقول إلى آخرها، وقت الهبة التي يَهبِّها العقل البشري لحظة الخطر المحدق، ليتفتق الذهن عن اختراعات وقوى عملاقة جبارة تّنتفض من قلب الفرد والناس لتّقاوم الخطر المحدق ولتدفعه.
للمليونين فقط
بخصوص المصريين المغتربين في الخارج، أقترح إدريس: «لو تبرع كل منهم بخمسة وعشرين دولاراً لكانت الحصيلة 50 مليون جنيه».
الذين يأكلون أمهم
هذه الأرض الآن تحرق أجل هناك طابور خامس من المجرمين يحرق أثمن ما تمتلكه طميّ النيل العظيم؛ الذي لن - أكرّر - لن يأتينا شيء منه بعد الآن؛ يُحرّق هذا الطمي ليُصنّع منه طوب أحمر، وتقطّع أجزاء أخرى من الأرض الزراعية المنتجة لتقام عليها بيوت، وهذا يَحدث على أوسع نطاق، من يمتلكون النقود يفعلون هذا... ولا نعاقب من يخون الأرض والشعب عن عمد وسبق إصرار وترصد بطريقة يُستأصل معها وجودنا نفسه ولا يحتلّه فقط؟
فقر السلوك
كلما سافرت وأوغلت في بعدي عن الشرق الأوسط أحسست ما للعرب من خطورة وأهمية في عالم اليوم.
لماذا لا ننتج؟
أخذنا من الرأسمالية مساوئها، ومن الاشتراكية فعلنا نفس الشيء... فالمأزق الذي نحن فيه، مأزق وجود، وليس مجرد أزمة اقتصادية.
حقائق كيسنجر وأكاذيبه
قرر إدريس ألا يصدق ثلاثة أرباع ما يكتبه الساسة
الحد الأدنى لوجود أمة
يتحدث إدريس عن الأمة العربية ويقول: "لديها إمكانيات مخيفة... يكفي أن دولة واحدة من دولها الثلاثة والعشرين - السودان - تبلغ مساحتها مساحة أوروبا بأسرها وأرضها التي يمكن زراعتها باستطاعتها أن تكفي ليس سكانها فقط من القمح وإنما تكفي العالم بأجمعه.
أنا كاتب عربي
من كثرة تجوالي بين أنحاء الوطن العربي، بدأت أوقن أن كثيراً من المشاكل والانحرافات... ليست مقحمة على هذا العالم من خارجه، ولكنها من صنعه وابتكاره وحده.
عين قرة العين
يتحدث إدريس هنا عن جراحة كانت مطلوبة لعين ابنه «بهاء الدين» بعد حادث سير وما تبع ذلك من اصابته بأزمة قلبية متأثراً بحادث ابنه.
من غرفة العمليات
يتابع هنا إدريس تطور الأحداث على الساحة العربية والأزمة اللبنانية، وتطور حالة ابنه بهاء الدين وفقدانه البصر تدريجياً وتعرضه للانفصال الشبكي.
أخطر رسالة عن إسرائيل
نظرة على كتاب الفيلسوف الذي أسلم «روجيه جارودي» «أحلام الصهيونية وأضاليلها» (تغير اسم الفيلسوف بعد إسلامه إلى «رجاء جارودي»)
محاكمة روجيه جارودي
تقديم المفكر الفرنسي «روجيه جارودي» إلى المحكمة بتهمة العداء للسامية.
تكتيك هولاكو
في اجتياح قرى الجنوب اللبناني طبق شارون نفس التكتيك.
العروبة ضد العرب والإسلام ضد المسلمين؟
عدونا واضح وصريح «إسرائيل» ومعها أمريكا، ومع ذلك يلعب بعض حكام العرب لعبة أقل ما يقال فيها أنها خطر علينا من كل المؤامرات.
صبرا وشاتيلا البترولية
الخطة الرأسمالية في جوهرها: إغراق الزبون بالمال النظري لتنشأ له مطالب وتطلعات كثيرة.
احترسوا من باطن الظاهر
يعرض إدريس: «الهدف الإسرائيلي الذي ترعاه أمريكا... ثلاثة أسلحة لإحكام قبضتها نهائياً على هذه الأرض».
غيِّروا قبل أن تتغيَّروا
يوجه إدريس هنا نداء: «غيروا سياستكم، وقفوا وواجهوا وافعلوا شيئاً قبل أن تغيركم شعوبكم».
مسرحية الموسم
يقارن إدريس بين حالة مجتمعنا وإعلان تلفزيوني يعمد إلى تدمير المطبخ القديم واستبداله بجديد.
المعجزة المقلوبة
لا أجد مثلاً حياً ملموساً على ما هو حادث لنا قدر حكاية السوبر (يقصد السجائر)... ماذا حدث حتى جعلوا مصر التي كانت أغنية وأمنية في فم أبنائها، عقوبة توقع، وبالذات على من يؤثرون البقاء فيها، عقوبة محكوم عليهم بها أن لا يفيقوا أبداً من الأزمات وطوابير الأزمات. وهذا أبداً ليس فقر فكر وفكر فقر... هذه - كما يقولون - قضية أخرى.
ماذا فعلنا برمضان؟
يسخر إدريس هنا من الأنشطة والإعلام في شهر رمضان.
الأثرياء … زعلانون
حديث عن استيراد وطرح اللحوم الفاسدة في مصر ودور الإعلام.
الجحيم الأرضي
يكتب إدريس عن امتناعه عن الكتابة لفترة طويلة.
عام جديد حل وعام قديم انقضى
وما بين العامين، بالضبط ليلة رأس السنة، أصاب بحالة من الاكتئاب ولا أستطيع لها تفسيراً.
بلد تُغطيه بعقلة أصبعك
حديث عن هولندا وزيارتها وتطورها
البخيلان
حديث عن مكتب الدكتور إدريس في الأهرام وتوافد الكثير من الزوار وطلبه لوجود سكرتيرة لتنظيم ذلك ولكن إدارة الأهرم ترفض لأن توفيق الحكيم ونجيب محفوظ من قبله قد عرضت عليهم الإدارة تعيين سكرتيرات لهم ولكنهم رفضوا. ويطلق عليهم الدكتور يوسف إدريس «البخيلان».
ملف: محاورات مع المرأة المصرية
إذا كان الرجل يعاني من ظلم في مجتمعنا، فالمرأة تعاني من ظلمين.
ملف خاص عن محاولة اغتيال كاتب لأنه كتَب «البحث عن السادات»
يكتب الدكتور يوسف إدريس خواطره عن الهجوم على كتابه السابق «البحث عن السادات».

## نقد وتعليقات
كتب أيمن سلامة على موقع البوابة في 27 يناير 2021: «من أروع ما قرأت في حياتى كتاب الدكتور يوسف إدريس» فقر الفكر وفكر الفقر«، هذا العنوان العبقرى الذي يحمل الكثير من المعانى الفلسفية والذي يصور حالة المجتمع المصري في أوائل ثمانينيات القرن الماضي ... أننا نعاني من ظاهرة فقر الفكر ... وضع الدكتور يوسف إدريس يده على الجرح المؤلم في ثمانينيات القرن الماضى، رغم أنه كتب هذا في ظل وجود عمالقة كبار فكيف كان حاله إذا عاش عصرنا الأدبى وقرأ لهؤلاء الذين يدعون أنهم كتابا».
كتب سالم بركات العرياني في صحيفة «المدينة» السعودية في 19 ديسمبر 2020: «إن الكتاب مميز ومهم ربما لأنه يناقش حالة أصبحنا نعاني منها الأمرين وهي حالة الفقر ... الفقر في الأفكار المؤدية بدورها إلى فقر في الحياة والإنتاج وحين يؤدي بدوره إلى فقر فكري وهكذا دواليك. الفقر أشكال وأنواع وأنماط يخطئ من يظن أن الفقر هو فقر الجيوب والحسابات البنكية والأملاك العقارية فهناك أيضًا فقر المسرح والتلفزيون وفقر الساحة الأدبية كل ذلك يندرج تحت مسمى الفقر».
كتب موقع آرام: «كتاب تحليلي ممتاز، كانت بدايته عبارة عن خواطر ومقالات متفرقة، يحلل فيها الكاتب مسألة الفقر، ثم تحول إلى مشروع مبدع، يتناول فقر الأفكار الذي يوصل إلى فقر الإنتاج، ويحاول إيجاد حلول حول مشكلة الفقر».
وصف الدكتور حسام عطا على بوابة روز اليوسف في 27 يونيو 2021 يوسف إدريس وكتابه قائلاً: «كتابه المهم الصادق الصادر عن ضمير وطني لكاتب فنان من نوع خاص أبرز ما فيه إنسانية مرهفة وجرأة نادرة، وهو كتاب» فقر الفكر وفكر الفقر«... كان الكتاب أحد أبرز علامات النقاش الفكري المجتمعي على الصعيد السياسي والاقتصادي والثقافي آنذاك ... كانت الإدارة المصرية تحب عاطفية يوسف إدريس وتحترم مشاغباته المتكررة، وكان هو صادقا كطفل عبقري، وهو المثقف الوحيد الذي قال: أنا لا أقرأ الكتب كثيرا. إنه كان يقصد أنه يحرص على قراءة الناس والشارع وخريطة حركة الوطن وتفاعلاته على كافة الأصعدة. لقد كان إدريس قادرا على إشاعة الوهج والقلق وطرح الأسئلة والتعبير عن المسكوت عنه».
علق جمعان البشيري على موقع صحيفة مكة الإلكترونية على الكتاب قائلاً: «العنوان وحده أثار بداخلي أفكار كثيرة لأول وهلة وقعت عيني عليه ... والسؤال الذي يحتاج منا إلى تفكير عميق وثراء فكري حول ما طرحه د. يوسف إدريس في كتابه» فقر الفكر .. وفكر الفقر«في العديد من صور المجتمع ليترك لنا الحكم والبحث عن إجابات مختلفة ومتباينة .. هل فقر الفكر لدى الأغنياء نتيجة لفكر الفقر لدى الفقراء أم العكس صحيح».
كتبت هدير سعد على موقع حسوب: «أعتبر أن هذا العنوان أحد أكثر العناوين جذبًا لي عندما قرأت هذا الكتاب لأول مرة» فقر الفكر وفكر الفقر«عنوان صادم ومختلف ويجعلنا نقف على حقيقتين مختلفتين أنه رغم اعتيادنا على لفظة الفقر بمعنى العوذ والحاجة إلا أن هناك فقر أشد خطورة وهو فقر الفكر والأفكار وكذلك أن الفقر الذي هو العوذ ليس وليد اللحظة أو الأمر الذي لا نملك له معنى أو تفسير بل إن حتى هذا الأمر له فكر وأسباب وتحليلات يمكننا دراستها والتفكر فيها»، وتتسائل الكاتبة في نهاية مقالتها: «برأيكم ما الأسباب التي قد تؤدي إلى ظهور هذه الظاهرة، وكيف يمكننا إثراء فكرنا؟».
ذكر سعيد الشحات على صفحات صحيفة "اليوم السابع" قصة صراع بين الدكتور إدريس ومنتقديه وقت صدور الكتاب فقال عن كتاب "فقر الفكر وفكر الفقر": "شمل قضايا كثيرة كان أكثرها سخونة انتقاده للشيخ الشعراوى، والدكتور مصطفى محمود (دون أن يسميه) من خلال برنامجه التليفزيونى "العلم والإيمان"، لكنه خص "الشعراوى" بعبارة هي: "يتمتع بكل خصال راسبوتين المسلم، لديه قدرة على إقناع الجماهير البسيطة، وقدرة على التمثيل، والحديث بالذراعين وتعبيرات الوجه"، وكانت هذه العبارة هي محور التحقيق الذي كتبه الكاتب الصحفى محمد عبد القدوس، وحمل ردودا عليها من شخصيات ثقافية وسياسية رفيعة ومسؤولة، ونشرتها "أخبار اليوم"، 1 فبراير 1986 ... قال سعد الدين وهبة ... سقوط من الكاتب وإسفاف في الحديث، وقال أحمد الخواجة، نقيب المحامين: "هذا الكلام لا صلة له بالخلاف في الرأى، بل قذف في حق الآخرين"، وأعتذر الدكتور إدريس قائلاً: "أنا معهم أستنكره بشدة، فأنا لا يمكن أن أتولى بنفسي أي تجريح لشخصية عظيمة كشخصية الشيخ الشعراوى، وكنت قد صححت الجملة ولكن التصحيح لم ينفذ في "بروفات" كتاب "فكر الفقر وفقر الفكر" مما جعل الفقرة تبدو هجوما غير معقول أن يصدر منى"، واختتم "إدريس" رده قائلا: "في الأحاديث الكثيرة التي يؤخذ رأيى فيها في فضيلة الشيخ، أذكر أنه (أي الشيخ) أهم ظاهرة دينية إسلامية ظهرت منذ أيام الأئمة الأربعة الكبار، أبو حنيفة والشافعي ومالك وابن حنبل رضى الله عنهم جميعا".
كتب الدكتور وحيد عبد المجيد على موقع مؤسسة الفكر العربي (بيروت - لبنان) في 20 مايو 2021: «كان الكاتب القصصيّ والروائيّ الكبير الراحل د. يوسف إدريس أحد أبرز الروّاد الذين أدركوا أنّ الفقر ليس ماديّاً فقط، بل فكريّاً أيضاً. وردت هذه الأطروحة في كِتابه:» فقر الفكر وفكر الفقر«الصادر عام 1985. فبعدما تأمَّل» ما صارت إليه حياتنا، وما تصير إليه«، أحسّ أنّ عليه أن يُقدِّم للناس كتاباً عمّا سمّاها ظاهرة فقر الفكر وفكر الفقر، أو الفقر في الأفكار على نحوٍ يؤدّي إلى فقرٍ في الحياة والإنتاج، والعكس، في دائرة جُهنميّة مُفرغة. وعَّرف الفقر بأنّه ليس وضعاً اقتصاديّاً فحسب، بل وضعاً يتصرَّف فيه الإنسان بفقر، ويُفكّر بفقر، وأنّه مرضٌ لا يُصيب الاقتصاد فقط، بل يُصيب العقول، ويُصيب الخيال أيضاً».

## وصلات خارجية
- فقر الفكر وفكر الفقر (كتاب)
- فقر الفكر وفكر الفقر (كتاب)
- فقر الفكر وفكر الفقر (كتاب)